# La Repubblica
Het dagblad la Repubblica (Nederlands: De Republiek) is een van de belangrijkste Italiaanse kranten, met als thuisbasis Rome. De krant staat op de tweede plaats wat betreft de verkochte exemplaren maar op de eerste plaats wat betreft het aantal lezers en is de enige krant die een aanzienlijke verspreiding over alle provincies van het land heeft.
14 januari 1976 wordt de krant opgericht door hoofdredacteur Eugenio Scalfari, ex-PSI-parlementariër en oprichter van het weekblad L'Espresso, vanuit een joint venture tussen Editoriale L’Espresso en Arnoldo Mondadori Editore. Aan het eind van het jaar is de oplage van het dagblad al meer dan 100.000 exemplaren per editie. In 1979 heeft de krant, met een sluitende begroting, een oplage van 180.000 exemplaren.
Deze krant bracht een drievoudige vernieuwing in de Italiaanse dagbladjournalistiek, namelijk qua vorm, qua inhoud en qua verspreiding. Bij de vorm werd gekozen voor het tabloid-formaat van 31,5 bij 47.5 centimeter dat makkelijker hanteerbaar is. De vernieuwing wat betreft de inhoud was het feit dat la Repubblica begon met een aantal pagina’s waarin het meest belangrijke nieuws werd vermeld, onafhankelijk van de vraag in welke deelrubriek dat thuishoorde. Dit leidde tot de crisis van de terza pagina omdat op de derde pagina traditioneel de culturele beschouwingen werden afgedrukt. Innoverend was verder dat la Repubblica gebruik maakte van korte, tot de verbeelding sprekende koppen en over het algemeen van een pakkende presentatie. la Repubblica heeft zich ontwikkeld tot de eerste echte nationale krant van Italië want hoewel de krant in Rome gedrukt wordt, had in 1990 geen van de andere grote kranten zo’n evenwichtige nationale dekking.
De opkomst van la Repubblica veroorzaakte een enorme crisis bij de Corriere della Sera die bijna tot de ondergang van de krant leidde. De tweede helft van de jaren tachtig stond in het teken van een voortdurende strijd tussen de Corriere della Sera en la Repubblica om de vraag wie zich de grootste algemene krant van Italië mocht noemen.
In 1986 werd als financiële bijlage ‘Affari e finanza’ geïntroduceerd en in 1987 de bekende wekelijkse bijlage ‘Il Venerdì’. In 1995 vindt bij la Repubblica een grafische revolutie plaats door de voorpagina’s en de reclameadvertenties in kleur af te drukken. In 1996 wordt Ezio Mauro, afkomstig van La Stampa, de nieuwe hoofdredacteur. la Repubblica maakt nu deel uit van het uitgeversconsortium Gruppo Editoriale L’Espresso Spa en heeft in 2005 gemiddeld 626.000 exemplaren verkocht.